# Terrence Mann
Terrence Vaughan Mann (Ashland, 1 juli 1951) is een Amerikaanse acteur, musicalster en hoogleraar muziektheater aan de Western Carolina University.

## Biografie
Mann werd op 1 juli 1951 geboren in Ashland, Kentucky, in een muzikaal gezin. Mann studeerde aan de Jacksonville University, toen hij een rol aangeboden kreeg in jaarlijkse outdoor theaterstuk "The Lost Colony". Nadien studeerde Mann nog aan de North Carolina School of the Arts.
Mann maakte zijn Broadway-debuut in 1980 in de Tony Award-winnende musical Barnum waarin hij het personage Chester Lyman vertolkte. In 1982 speelde hij zijn eerste grote musicalrol in de musical Cats. Hierna volgde nog vele projecten, waaronder Les Misérables en Beauty and the Beast.

## Musicals (selectie)
| Jaar        | Productie                | Rol              |
| ----------- | ------------------------ | ---------------- |
| 1980 - 1982 | Barnum                   | Chester Lyman    |
| 1982        | Cats                     | Rum Tum Tugger   |
| 1986        | Rags                     | Saul             |
| 1987 - 1988 | Les Misérables           | Javert           |
| 1989        | Camelot                  | King Arthur      |
| 1990        | Jerome Robbins' Broadway |                  |
| 1990        | Assassins                | Leon Czolgosz    |
| 1994        | Beauty and the Beast     | Het beest        |
| 1997        | The Scarlet Pimpernel    | Chauvelin        |
| 2000        | The Rocky Horror Show    | Frank 'N' Furter |
| 2003        | Les Misérables           | Javert           |
| 2005        | Lennon                   |                  |
| 2009        | The Addams Family        | Mal Beineke      |
| 2013        | Pippin                   | King Charles     |

## Televisie
| Jaar        | Serie                            | Rol                           | Opmerking                                 |
| ----------- | -------------------------------- | ----------------------------- | ----------------------------------------- |
| 1970        | All My Children                  | Earl Boyd                     | Gastrol                                   |
| 1983        | Loving                           | Leland Osgood                 | Gastrol                                   |
| 1987        | As the World Turns               | Jester                        | Gastrol in "After midnight"               |
| 1987        | The Equalizer                    | Shadow man                    | Gastrol in "Inner view"                   |
| 1988        | The Equalizer                    | Graham                        | Gastrol in "Eighteen with a Bullet"       |
| 1989        | Another World                    | Griffen Sanders               | Gastrol                                   |
| 1996        | The Tick                         | Alien Interpreter (stem)      | Gastrol in "The Tick vs. the Big Nothing" |
| 1996        | Gargoyles                        | Oberon                        |                                           |
| 1997        | Liberty! The American Revolution | General John Burgoyne         | Mini-serie                                |
| 2000        | One Life to Live                 | Daniel                        | Gastrol in verschillende afleveringen     |
| 2001        | Law & Order                      | Oyler                         | Gastrol in "Whose Monkey Is It Anyway?"   |
| 2005        | Law & Order                      | Dorn's advocaat               | Gastrol in "New York Minute"              |
| 2006        | The Guiding Light                | Ted                           |                                           |
| 2006        | Love Monkey                      | Gordon Decker                 | Gastrol in "Mything Persons"              |
| 2007 - 2008 | The Dresden Files                | Bob / Hrothbert of Bainbridge |                                           |
| 2011        | 30 Rock                          | Bob Ballard                   | Gastrol in "TGS Hates Women"              |
| 2011        | Unforgettable                    | Stephen                       | Gastrol in "Friended"                     |
| 2012        | Smash                            | Randy Cobra                   | Gastrol in "Understudy"                   |
| 2015 - 2016 | Sense8                           | Mr. Whispers                  |                                           |

## Filmografie (selectie)
| Jaar | Film                         | Rol                  | Opmerking |
| ---- | ---------------------------- | -------------------- | --------- |
| 1972 | Spook!                       | Richard              |           |
| 1985 | A Chorus Line                | Larry                |           |
| 1986 | Critters                     | Johnny Steele / Ug   |           |
| 1986 | Adam's Apple                 | Det. Danny Marshall  | Tv-film   |
| 1986 | Solarbabies                  | Ivor                 |           |
| 1988 | Critters 2: The Main Course  | Ug                   |           |
| 1988 | Big Top Pee-wee              | Snowball the Clown   |           |
| 1991 | Critters 3                   | Ug                   |           |
| 1992 | Critters 4                   | Counselor Tetra / Ug |           |
| 2003 | The Devil and Daniel Webster | Art Dealer           |           |
| 2008 | A Circle on the Cross        | James Monroe Good    |           |
| 2014 | Freedom                      | Barnay Fagan         |           |